# NGC 3041
NGC 3041 (другие обозначения — UGC 5303, MCG 3-25-39, ZWG 92.68, IRAS09503+1654, PGC 28485) — спиральная галактика с перемычкой (SBc) в созвездии Льва. Открыта Уильямом Гершелем в 1784 году.
Диск NGC 3041 не слишком сильно наклонён к картинной плоскости. Спиральная структура этой галактики — многорукавная. В северо-восточном направлении у галактики наблюдается приливной поток в виде арки размером в 4 килопарсека. Возможно, это часть кольцевой структуры, подобной потоку Стрельца в Млечном Пути, однако не наблюдается того объекта, из которого этот поток мог образоваться.
Этот объект входит в число перечисленных в оригинальной редакции «Нового общего каталога».